# Голинтовский, Александр Сергеевич
Алекса́ндр Серге́евич Голинто́вский (род. 22 января 1990 года, Ленинград, СССР) — российский пловец - паралимпиец. Многократный призёр летних Паралимпийских игр 2012, заслуженный мастер спорта России по плаванию среди спортсменов с нарушением зрения.

## Награды
- Медаль ордена «За заслуги перед Отечеством» II степени (10 сентября 2012 года) — за большой вклад в развитие физической культуры и спорта, высокие спортивные достижения на XIV Паралимпийских летних играх 2012 года в городе Лондоне (Великобритания)[1].
- Заслуженный мастер спорта России (2012).